# Restio capensis
Restio capensis är en gräsväxtart som först beskrevs av Carl von Linné, och fick sitt nu gällande namn av Hans Peter Linder och C.R.Hardy. Restio capensis ingår i släktet Restio och familjen Restionaceae. Inga underarter finns listade i Catalogue of Life.